# 1350-е годы
1350-е (ты́сяча три́ста пятидеся́тые) го́ды по юлианскому календарю — промежуток времени с 1 января 1350 года по 31 декабря 1359 года, включающий 1350 год 5-го десятилетия   и с 1351 по 1359 годы    6-го десятилетия XIV века 2-го тысячелетия.  Они закончились 666 лет назад.

## Важнейшие события
- Государство Аютия (1351—1767). Лансанг (1354—1707).
- Столетняя война. Битва при Пуатье (1356). Жакерия (1358).
- Золотая булла издана в Священной Римской империи (1356).
- Ганзейский союз основан (1356).

## Правители
- Карл IV, император  (1355—1378).
- После смерти французского короля Филиппа VI на престол вступает Иоанн II Добрый (1350—1364).
- 1350—1364 — Король Франции Иоанн II Добрый.
- Смерть Альфонса Кастильского при осаде Гибралтара.
- 1350—1369 — Король Кастилии и Леона Педро I Жестокий.
- 1350—1369 — Король Сиама Рама Тибоди.
- Ок.1350-1912 — Династия Абанйигинья в Руанде.

## Культура
- Хуан Гунван (1269—1354), художник . «Жилище в горах Фучунь» (1350).
- Джованни Боккаччо (1313—1375), писатель . «Декамерон» (1351).
- Королём Чехии и императором священной Римской империи Карлом IV основан город Карловы Вары.
- Завершено строительство Пизанской башни.
- Начало строительства Карлова моста (1357).

## Года

### 1350
- Завершено строительство Пизанской башни.
- После смерти французского короля Филиппа VI на престол вступает Иоанн II Добрый (1350—1364).
- Смерть Альфонса XI Кастильского (Справедливого) при осаде Гибралтара.
- 1350—1369 — Король Кастилии и Леона Педро I Жестокий.
- 1350—1351 — Разлив реки Хуанхэ. Наводнением охвачены обширные районы провинций Хэнань, Хэбэй и Шаньдун.
- Король тай Рама Тибоди подчиняет себе племена скотай. Возникновение государства Сиам со столицей в Аютии (Аюттхае, Пра-Накхон-Си-Аюттхая). 1350—1369 — Король Сиама Рама Тибоди.
- Тадаёси, занимавший в сёгунате высокие административные должности, повздорил с братом и, подняв мятеж, захватил Киото.
- 1350—1389 — Король Маджапахита Хаям Вурук. Маджапахит устанавливает свою власть над большей частью островов Индонезии, почти над всей Суматрой, княжествами Малайского полуостров, южным и западным побережьем Борнео.
- Восстание в Мазандеране во главе с сейидом Кавам-ад-дином Мараши.
- 1350—1392 — Сейидское государство в Мазандеране с центром в городе Амуле.

### 1351
- 26 марта — Бой тридцати, знаменитый эпизод Столетней войны.
- 1351—1353 — Присоединение к союзу кантонов Цюриха, Цуга, Гларуса и Берна.
- 1351—1352 — Присоединение к Польше Домжина, Раценжа.
- Венгрия. Сейм принял свод законов.
- Во время восстания в Гуджарате Мухаммед Туглук умер.
- 1351-ок.1387 — Султан Дели Фироз, двоюродный брат Мухаммеда Туглука. Отказался от борьбы с феодалами и примирился с потерей Бенгалии и Декана. Пытался сохранить Гуджарат.
- Император Тогон-Тимур приказал согнать население на возведение защитных дамб. В Сюйчжоу (провинция Цзянсу) поднял восстание Ли Эр, в Жаньяне (провинция Хубэй) — Мын Хай-ма. Начало народного восстания «Красных повязок». Ядром восставших поначалу были члены секты «Белого лотоса» во главе с Хань Шань-туном и Хань Линь-эром.

### 1352
- 6 декабря Алексий, митрополит Московский был посвящён во епископа во Владимир-на-Клязьме. Тем самым на короткое время была восстановлена Владимирская епархия, упразднённая в 1299.
- Иоанн V Палеолог восстал против Кантакузина, попытался захватить Адрианополь, а потом бежал в Дидимотику. Кантакузин выступил против него с турецким войском.
- 1352—1359 — Временный захват Маринидами Алжира.
- Восстание в Китае во главе с Го Цзы-сином.
- В феврале 1352 года венецианский флот под командованием Виттора Пизани потерпел поражение на Босфоре, от генуэзского флота.

### 1353
- Разразилась эпидемии чумы на Руси
- Теснимый на суше и на море, Иоанн V бежал на Тенедос под защиту латинян. Турки захватили крепость Цимпе на европейском берегу.
- Турки начали усиленно готовиться к высадке на полуостров Галлиполи, находящийся во владениях Византийской империи.
- Смерть Ильхана Туга Тимур-хан от рук сербедаров приводит к распаду государства Хулагуидов. В Иране образовался ряд государств. Государство Джелаиридов (династия монгольского происхождения) в Ираке, Южном Азербайджане, Армении и Западном Иране.
- 1353—1391 — Династия Мусаффаридов в Ширазе.
- Король Фа Нгум основал государство Лансанг (страна миллиона слонов и белого зонта), ныне Лаос.
- В августе венецианский флот во главе с Николо Пизани с арагонскими союзниками разгромил генуэзцев у Сардинии.
- 1353—1359 — Московский князь Иван Иванович Красный.
- Звенигородское княжество входит в состав Московского княжества.

### 1354
- Иван II Красный, становится Великим князем Московским и Великим князем Владимирским
- Турки переправились через Дарданеллы и захватили городок Галлиполи (Каллиополя). С этого года и до конца XVII века в Европе ознаменовались турецкой экспансией.
- Ноябрь — Иоанн V а двух галерах генуэзца Франческо Гаттилузио с отрядом в 2000 человек вошёл в гавань Константинополя. Иоанн Кантакузин отрёкся от власти и постригся в монастыре под именем Иоасафа.

### 1355
- 5 апреля — Карл IV коронован в Риме Императором Священной Римской империи.
- Алексий, митрополит Московский поставлен митрополитом Киевским и всея Руси.
- Регенсбургский мир швейцарских кантонов с Австрией.
- В Вероне построен мост Скалигеров.

### 1356
- 19 сентября — Битва при Пуатье — французская армия проиграла англичанам, король Франции Иоанн II Добрый попал в плен.
- «Золотая булла» императора Карла IV.
- Временный захват Маринидами Туниса.
- Первое упоминание Каширы в духовной грамоте сына Ивана Калиты московского князя Ивана II Красного как село (деревня) Кошира, стоящему на левом берегу Оки, при впадении в неё р. Коширки, завещанное им своему сыну Дмитрию.

### 1357
- 1357 — Первое историческое упоминание о местности, на которой позже возникла Самара, когда Святой Алексий, митрополит Московский и Всея Руси, на пути из Орды посетил «жившего близ устья реки Самары благочестивого пустынника и, взирая на счастливое местоположение окрестностей, предрёк существование большого города».
- Дофин Карл, сын Иоанна Доброго, созывает Генеральные Штаты. Принятие «великого мартовского ордонанса».
- Написано Галичское Евангелие.

### 1358
- Возможная дата основания Чудова монастыря в городе Москве.
- 22 февраля — Восстание в Париже.
- Бегство дофина из Парижа. Конец мая — Восстание крестьян на севере Франции (Бовези, Пикардия, Иль-де-Франс, часть Шампани) — «Жакерия». 10 июня — Победа короля Наварры Карла Злого над крестьянами Гильома Каля. Подавление восстания. Возвращение дофина Карла в Париж.

### 1359
- Усобица Дмитрия Ивановича со своим дядей князем суздальско-нижегородским.
- 1359—1389 — Московский князь Дмитрий Иванович Донской.
- Крестьянское антивенгерское восстание в Молдавии во главе с Богданом. Изгнание венгров. Установление независимости Молдавии.
- 1359—1389 — Султан турок Мурад I, сын Орхана. Завоевание Фракии, Филиппополя, долины реки Марицы.
- Турки приступили к Константинополю, но не смогли его взять.
- Корейскими войсками, главную роль в которых играли силы феодала Ли Хван Чжо, разбили монгольские гарнизоны в районе города Енхин. Король Кореи отменил внешние знаки подчинения монголам.

## Родились
- 27 июня 1350 — Мануил II Палеолог, император Византии в 1391—1424 годах.
- 12 октября 1350 — Дмитрий Донской, великий князь московский (с 1359) и владимирский (с 1362).
- 1350 — Ягайло, великий князь литовский в 1377—1392, король польский с 1386.
- 1350 — Витовт, великий князь Литвы с 1392.
- 1350 — Никон Радонежский — ученик Сергия Радонежского, второй игумен Троице-Сергиевой лавры. Канонизирован Русской церковью в 1547 году в лике преподобных.
- 1351 — Джан Галеаццо Висконти — 1-й миланский герцог из рода Висконти.
- 1351 — Леопольд III (герцог Австрии) — основатель Леопольдинской линии габсбургского дома.
- 1357 — Жуан I, король Португалии и Алгарве, положивший начало Ависской династии.

## Скончались
- 26 марта 1350 — Альфонс XI, король Кастилии и Леона.
- 1350 — Филипп VI Валуа, король Франции.
- 1351 — Мусо Сосэки, был одной из наиболее значительных фигур в культуре и религии эпохи Камакура и одним из виднейших творцов культуры годзан бунка.
- 1353 — Московский князь Симеон Иванович Гордый
- 1355 — Король Сербии Стефан V Урош.
- 1356 — китайская поэтесса Чжэн Юньдуань.
- 1359 — Умер Иван II Иванович Красный, Великий князь Владимирский; начало правления Дмитрия Ивановича Суздальского; начало регентства митрополита Алексия.